# Хоменко Валентина Петрівна
Хоменко Валентина Петрівна(нар. 4 грудня 1954, Петриківка, Петриківського району, Дніпропетровської області) — українська художниця, майстриня петриківського розпису. Народна майстриня. Член Асоціації майстрів народного мистецтва України села Петриківка. Член осередку майстрів Криворіжжя.

## Життєпис
Народилася 4 грудня 1954 року в селі Петриківка в сім'ї народних художників петриківського розпису. Закінчила Петриківську дитячу художню школу імені Тетяни Пати (вчителі – Соколенко В. І., Латун О. З.). З 1971 року працювала художницею-виконавицею на Фабриці петриківського розпису «Дружба».
Учасниця персональних, обласних, всеукраїнських та зарубіжних виставок. Зокрема, «Кращий твір року 2013 та 2014 року», Київ, Національна спілка майстрів народного мистецтва України; Всеукраїнська виставка «Різдвяна казка», Дніпро, Дніпропетровський будинок мистецтв, 2015.
Брала участь у виставцках «Петриківка – перлина України» (2013-2014, Могильов, Бобруйськ, Мядель, Пуховичі; Білорусь), «Петриківський розпис – українське декоративно-орнаментальне малярство» (Баку, Азербайджан, 2013).
Представляла Україну на святкуванні «Дні незалежності України в Німеччині» (Берлін, 2015). 31 травня 2015 року, разом з донькою Тимошенко Вікторією Миколаївною, встановила Рекорд України «Найдовша паперова стрічка з петриківським розписом» (210м40см).